# IF Heimer
IF Heimer var en idrottsförening från Lidköping med fotboll på programmet. Klubben bildades av några pojkar i Lidköping den 1 oktober 1906 och spelade från 1915 sina hemmamatcher på Framnäs IP, en arena som laget delade med friidrottsklubben, Lidköpings idrottssällskapet, LIS. IF Heimer kvalade till näst högsta division vid tre tillfällen, dåvarande division II, men lyckades aldrig avancera. År 1978 nådde laget semifinal i Svenska Cupen mot Malmö FF som besegrade IF Heimer på Framnäs inför publikrekordet 4 616 personer. År 2012 skedde en sammanslagning av de två klubbarna IF Heimer och Lidköpings IF. Den nya klubben erhöll namnet Lidköpings FK.

### Fotnoter
1. ↑  ”IF Heimer”. Arkiverad från originalet den 25 juli 2011. https://web.archive.org/web/20110725160155/http://www.proteamonline.se/customers/content.asp?Id=1547&ContentId=32308. Läst 3 augusti 2011.